# 14G busz (Miskolc)
A miskolci 14G jelzésű garázsjárati autóbuszvonal a Szondi György utca, a Villanyrendőr és a Repülőtér / Bosch között húzódik, amelyet a Miskolc Városi Közlekedési Zrt. üzemeltet.

## Története
Az MVK Zrt. 2020 szeptemberi menetrendi-változtatásával többek között 14G jelzéssel garázsjáratokat indított a Szondi György utcáról, melyek a Repülőtér / Bosch végállomsásig közlekednek, útjuk során érintve a Vörösmarty Városrészt, valamint a Villanyrendőrt, majd onnan a Szentpéteri kapun át érik el végpontjukat.

## Útvonala
| Szondi György utca – Villanyrendőr – Repülőtér / Bosch | Repülőtér / Bosch – Villanyrendőr – Szondi György utca |
| --- | --- |
| Szondi György utca ➝ Üteg utca ➝ Baross Gábor út ➝ Bajcsy-Zsilinszky út ➝ Soltész-Nagy Kálmán utca ➝ Vörösmarty Mihály utca ➝ Uitz Béla utca ➝ Szemere utca ➝ Kazinczy utca ➝ Szeles utca ➝ Arany János tér ➝ Szentpéteri kapu ➝ Repülőtér / Bosch | Repülőtér / Bosch ➝ Szentpéteri kapu ➝ Arany János tér ➝ Kazinczy utca ➝ Szemere utca ➝ Uitz Béla utca ➝ Soltész-Nagy Kálmán utca ➝ Bajcsy-Zsilinszky út ➝ Baross Gábor út ➝ Üteg utca ➝ Szondi György utca |

## Közlekedése
A Szondi György utca irányából
- munkanapokon kora hajnalban,
- hétvégén kora hajnaltól reggelig;

A Repülőtér / Bosch irányából
- késő éjszaka indulnak autóbuszok.

Hétköznapokon az autóbuszgarázstól 6, míg hétvégén 3, a hét minden napján ellenkező irányból 2 járat indul.

## Megállóhelyei
| 0  | Szondi György utca végállomás | 0.0 km | 0  | 1G, 7, 12G, 21G, 35G, 101B, 900, 935, Auchan 1 3706, 3710, 3712, 3715, 3716, 3717, 3718, 3719, 3720, 3721, 3722, 3723, 3724, 3726, 3727, 3728, 3729, 3730, 3731, 3733, 3734, 3735, 3736, 3737                                          |
| ∫  | Üteg utca (↑)                 | ∫      | ∫  | 1G, 7, 8, 12G, 21G, 32G, 34G, 35G, 101B, 900, 901, 935 3724 |
| 1  | Selyemrét                     | 0.8 km | 2  | 1, 1G, 1VP, 3, 7, 12G, 21, 21G, 30, 31, 32G, 34G, 35G, 900, 901, 935, Auchan 1 3706, 3724, 3726, 3738, 3751, 3752 1, 1A, 2 |
| 2  | Vízügyi Igazgatóság           | 1.8 km | 4  | 3A, 4, 21, 21G, 30, 31, 35G, 101B, 901, Auchan 1 |
| 3  | Vörösmarty városrész          | 2.2 km | 5  | 3A, 21, 21G, 24, 32, 45, 901, Auchan 1 1050, 1369, 1370, 1372, 1375, 1376, 1380, 1381 3738, 3739, 3740, 3741, 3742, 3743, 3744, 3745, 3746, 3747, 3748, 3749, 3750, 3751, 3752, 4019                                                   |
| 4  | Szemere utca                  | 2.6 km | 6  | 21, 21G, 901, Auchan 1 |
| 5  | Villanyrendőr                 | 2.8 km | 7  | 1VP, 14, 28, 34, 35, 36, 43, 44, 900, 901, 914, 935, Auchan 1 1, 1A, 2 |
| 6  | Hősök tere                    | 3.1 km | 8  | 14, 28, 34, 35, 36, 43, 44, 900, 901, 914, 935 |
| 7  | Petőfi tér                    | 3.5 km | 9  | 1, 1G, 11, 14, 20, 34, 34G, 36, 54, 101B, 900, 901, 914, 935 1383 3755 |
| 8  | Szeles utca (↓)               | 3.7 km | 10 | 1, 1G, 12, 12G, 14, 20, 34G, 36, 54, 101B, 900, 914, 935 |
| 9  | Álmos utca                    | 4.2 km | 11 | 12, 12G, 14, 20, 36, 54, 914 |
| 10 | Leventevezér utca             | 4.6 km | 12 | 12, 12G, 14, 20, 36, 54, 914 3700, 3701, 3702, 3703, 3704, 3705, 3707, 3714, 3754, 3757, 3760, 3761, 3763, 3764, 3765, 3770, 3772, 3773, 3774, 3775, 3776, 3777                                                                        |
| 11 | Megyei kórház                 | 5.2 km | 14 | 3A, 12, 12G, 14, 20, 24, 36, 54, 914 1369, 1384, 1410, 1411 3700, 3701, 3702, 3703, 3704, 3705, 3707, 3708, 3709, 3711, 3714, 3754, 3757, 3760, 3761, 3763, 3764, 3765, 3766, 3767, 3769, 3770, 3772, 3773, 3774, 3775, 3776, 3777     |
| 12 | Napsugár Otthon               | 5.8 km | 15 | 3A, 12, 12G, 14, 20, 24, 36, 54, 914 |
| 13 | Repülőtér / Bosch végállomás  | 6.2 km | 16 | 3A, 8, 12, 12G, 14, 20, 36, 54, 240, 914 1369, 1384, 1410, 1411 3700, 3701, 3702, 3703, 3704, 3705, 3707, 3708, 3709, 3711, 3714, 3754, 3757, 3760, 3761, 3763, 3764, 3765, 3766, 3767, 3769, 3770, 3772, 3773, 3774, 3775, 3776, 3777 |